# Mordellistena xanthocephala
Mordellistena xanthocephala là một loài bọ cánh cứng trong họ Mordellidae. Loài này được Blair miêu tả khoa học năm 1922.